# Vágur (gmina)
Vágur (far. Vágs kommuna) – gmina na Wyspach Owczych terytorium zależnym Danii, leżącym na Oceanie Atlantyckim. Sąsiaduje ona z pięcioma innymi jednostkami: Fámjins, Hovs, Porkeris, Sumbiar oraz Tvøroyrar kommuna. Siedzibą władz gminy jest Vágur.
Gmina położona jest w centralnej części wyspy Suðuroy, pomiędzy jej wschodnim a zachodnim wybrzeżem. Zajmuje 20,6 km².
Populacja gminy, według danych na 1 stycznia 2014 roku wynosi 1 320 osób.

## Historia
W 1872 roku powstała gmina Suðuroyar Prestagjalds kommuna, zajmująca tereny całej wyspy Suðuroy. 34 lata później wydzieliła się z niej gmina Vágur. W 1928 roku od gminy Porkeri odłączono miejscowość Nes i przyłączono ją do Vágs kommuna. Od tamtej pory jej granice nie uległy zmianie.

## Populacja
Gminę zamieszkuje 1 320 osób. Współczynnik feminizacji wynosi ponad 92 (na 633 kobiety przypada 687 mężczyzn). 27% ludności stanowią ludzie w wieku powyżej 60 lat, a mieszkańcy młodsi niż 19 lat 27,5%. Największą grupą w przedziałach dziesięcioletnich są osoby w wieku 40-49 lat (14,85%), a drugą ludzie w wieku 10-19 lat (14,70%).
Populacja gminy Vágur liczona jest od roku 1960. Wynosiła ona wówczas 1 747 osób i malała do 1 562 osób w roku 1970. Następnie zaczęła wzrastać, w 1977, osiągając 1 711 osób, 1 750 w 1983 oraz 1 759 w 1985. Następnie liczba mieszkańców zaczęła maleć (1 688 osób w 1990, 1 429 w 1995) do 1 404 w 2000. Miało to między innymi związek z emigracją ludzi z terenu Wysp Owczych podczas kryzysu gospodarczego w latach 90. XX wieku. Nastąpił później krótki wzrost (1 430 ludzi w 2005), by ostatecznie populacja zaczęła maleć.

## Polityka
Burmistrzem gminy jest Dennis Holm z partii Republika. Prócz niego w radzie gminy zasiada osiem osób. Ostatnie wybory samorządowe na Wyspach Owczych odbyły się w 2012 roku. Ich wyniki dla gminy Vágur prezentowały się następująco:
| Lista | Nazwa partii                                   | Głosy | Procent | Mandaty | Mandaty |
| ----- | ---------------------------------------------- | ----- | ------- | ------- | ------- |
| E     | Repiblika (Tjóðveldi)                          | 340   | 41,46   | 4       | +1      |
| C     | Partia Socjaldemokratyczna (Javnaðarflokkurin) | 269   | 32,80   | 3       | -1      |
| A     | Partia Ludowa (Fólkaflokkurin)                 | 142   | 17,32   | 2       | +1      |
| B     | Partia Unii (Sambandsflokkurin)                | 69    | 8,41    | 0       | -1      |
|       | Suma                                           | 824   | 100     | 9       | 0       |

| Lista A        | Lista A                   | Lista A        | Lista B           | Lista B                 | Lista B           | Lista C           | Lista C               | Lista C           |
| Fólkaflokkurin | Fólkaflokkurin            | Fólkaflokkurin | Sambandsflokkurin | Sambandsflokkurin       | Sambandsflokkurin | Javnaðarflokkurin | Javnaðarflokkurin     | Javnaðarflokkurin |
| Nr             | Kandydat                  | Głosy          | Nr                | Kandydat                | Głosy             | Nr                | Kandydat              | Głosy             |
| -------------- | ------------------------- | -------------- | ----------------- | ----------------------- | ----------------- | ----------------- | --------------------- | ----------------- |
| 1.             | Árni Nolsøe               | 8              | 1.                | Svenning Borg           | 27                | 1.                | Vígdis Nolsøe         | 12                |
| 2.             | Sigmund Andreasen         | 4              | 2.                | Meinar Edmund Vestureið | 15                | 2.                | Tórður Poulsen        | 38                |
| 3.             | Páll Lervig               | 13             | 3.                | Jens Sivar Djurhuus     | 16                | 3.                | Reidar F. Joensen     | 9                 |
| 4.             | Olgar Mortensen           | 25             | 4.                | Høgnina Bech            | 1                 | 4.                | Poul W. Augustinussen | 57                |
| 5.             | Mortan Norðberg           | 7              | 5.                | Birni Kærbech           | 4                 | 5.                | Majken Sandá          | 25                |
| 6.             | Martin Mikkelsen          | 5              | 6.                | Anna Maria Larsen       | 6                 | 6.                | Karin Strøm           | 29                |
| 7.             | Lív Kirke Godtfred        | 11             |                   |                         |                   | 7.                | Eydis Kjærbo          | 67                |
| 8.             | Heri Hjelm                | 39             |                   |                         |                   | 8.                | Bjarni Johansen       | 32                |
| 9.             | Conrad Gaard Joensen      | 29             |                   |                         |                   |                   |                       |                   |
|                | Lista                     | 1              |                   | Lista                   | 0                 |                   | Lista                 | 0                 |
| Lista E        |                           |                |                   |                         |                   |                   |                       |                   |
| Tjóðveldi      |                           |                |                   |                         |                   |                   |                       |                   |
| Nr             | Kandydat                  | Głosy          |                   |                         |                   |                   |                       |                   |
| 1.             | Vinnie Bertholdsen        | 7              |                   |                         |                   |                   |                       |                   |
| 2.             | Sirið Stenberg            | 61             |                   |                         |                   |                   |                       |                   |
| 3.             | Sigurd Marner Simonsen    | 17             |                   |                         |                   |                   |                       |                   |
| 4.             | Rógvi Kærbech             | 12             |                   |                         |                   |                   |                       |                   |
| 5.             | Jenus í Trøðini           | 6              |                   |                         |                   |                   |                       |                   |
| 6.             | Hergeir Nielsen           | 36             |                   |                         |                   |                   |                       |                   |
| 7.             | Eyðbritt Krosslá          | 38             |                   |                         |                   |                   |                       |                   |
| 8.             | Dánjal Bjarkhamar         | 50             |                   |                         |                   |                   |                       |                   |
| 9.             | Dennis Holm               | 73             |                   |                         |                   |                   |                       |                   |
| 10.            | Annefía Djurhuus          | 0              |                   |                         |                   |                   |                       |                   |
| 11.            | Anna Brattaberg Samuelsen | 39             |                   |                         |                   |                   |                       |                   |
|                | Lista                     | 1              |                   |                         |                   |                   |                       |                   |

Frekwencja wyniosła 81,92% (na 1 001 uprawnionych zagłosowały 824 osoby). Oddano cztery głosy puste, żadna karta nie została wypełniona błędnie.

## Miejscowości wchodzące w skład gminy Vágur
| Miejscowość | Liczba mieszkańców (01.01.2014) | Krótki opis | Zdjęcie            |
| ----------- | ------------------------------- | --- | ------------------ |
| Nes         | ?                               | Często uważana za fragment Vágur. Zamieszkiwała tam jedna z najbardziej znanych artystek na Wyspach Owczych Ruth Smith. | Nes w 2011 roku.   |
| Vágur       | 1320                            | Centrum administracyjne gminy. W 1862 roku powstał tam kościół, jednak osiemdziesiąt lat później przeniesiono go do Hov. Obecny kościół pochodzi z 1927 roku. Znajduje się tam jedyna firma produkująca ubrania w 100% wykonane z farerskiej wełny - L/F Suðuroyar Ullvirki. Miejscowość w 1967 roku nawiedziło kilka niewielkich trzęsień ziemi, które spowodowały emigrację wielu osób do Thorshavn. | Vágur w 2010 roku. |